# 广东茂名幼儿师范专科学校
广东茂名幼儿师范专科学校，简称广茂幼师，是一所位于广东省茂名市的全日制公办普通高等专科院校，是广东省内第一所幼教高校。学校前身为始建于1930年的茂名县立乡村师范学校，后更名为高州师范学校，2001年作为二级学院并入茂名学院（现广东石油化工学院），2016年2月以其为基础设立广东茂名幼儿师范专科学校。学校现有茂名、高州两个校区，设有10个下属学院，现有全日制在校学生12000多人。

## 历史沿革
- 1930年，茂名县立乡村师范学校建立。
- 1942年，广东省立高州女子师范学校创建于高州观山寺[2]。

- 1949年，茂名县立乡村师范学校与广东省立高州女子师范学校合并为广东省立高州师范学校。

- 1980年更名为广东高州师范学校，成为全省18所重点中师之一。

- 1993年试办“三二分段”大专班，是全国36所试办学校之一。

- 2001年作为二级学院并入茂名学院，更名为茂名学院高州师范分院。2010年，随茂名学院更名为广东石油化工学院，学校更名为广东石油化工学院高州师范学院。

- 2016年2月29日，广东省人民政府批复同意以广东石油化工学院高州师范学院为基础设立广东茂名幼儿师范专科学校[3]。同年4月27日，顺利通过教育部备案。

- 2016年9月20日，广东茂名幼儿师范专科学校在茂名校区举行了以“传承历史开创未来”为主题的首届新生开学仪式[4]。

## 校区设置
- 茂名校区：广东省茂名市西城西路6号。
- 高州校区：广东省高州市高师路1号。

## 院系设置
- 文学院
- 理学院
- 教育科学学院
- 外国语学院
- 美术学院
- 音乐学院
- 体育学院
- 旅游学院
- 财经学院
- 计算机学院

## 附属幼儿园
由茂名幼教集团管理。
- 广茂幼师中心幼儿园
- 广茂幼师公园壹号幼儿园